# Les Borges del Camp
Les Borges del Camp (spanisch Borjas del Campo) ist eine Gemeinde im Süden Kataloniens mit 2.260 Einwohnern (Stand: 2024) und liegt in der Provinz Tarragona und der Comarca Baix Camp. 

## Lage
Les Borges del Camp liegt etwa 23 Kilometer westnordwestlich von Tarragona in einer Höhe von ca. 240 m.

## Bevölkerungsentwicklung
| Jahr      | 1970 | 1981 | 1991 | 2001 | 2011 | 2021 |
| Einwohner | 1289 | 1349 | 1383 | 1593 | 2146 | 2104 |

## Sehenswürdigkeiten

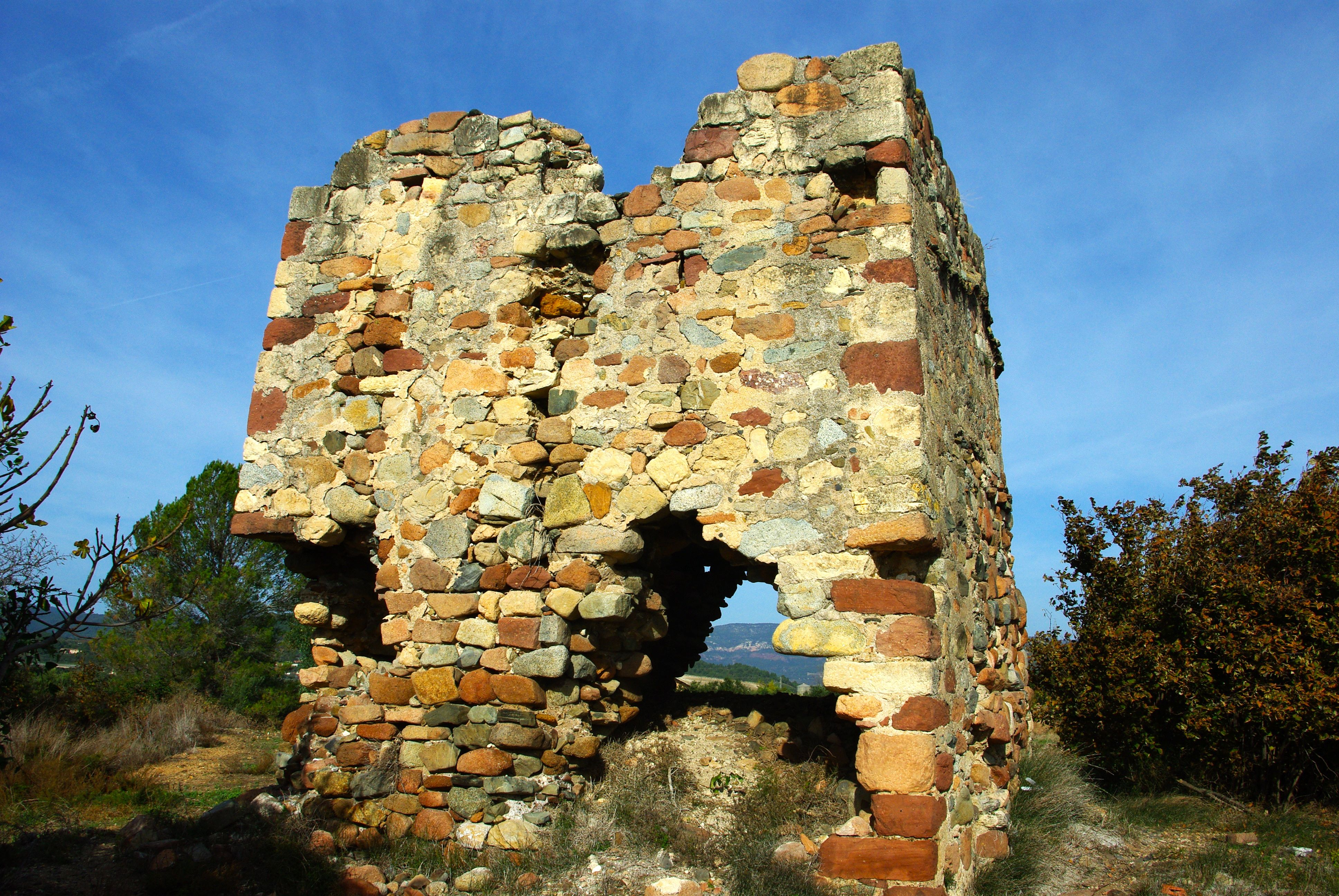
Turmruine
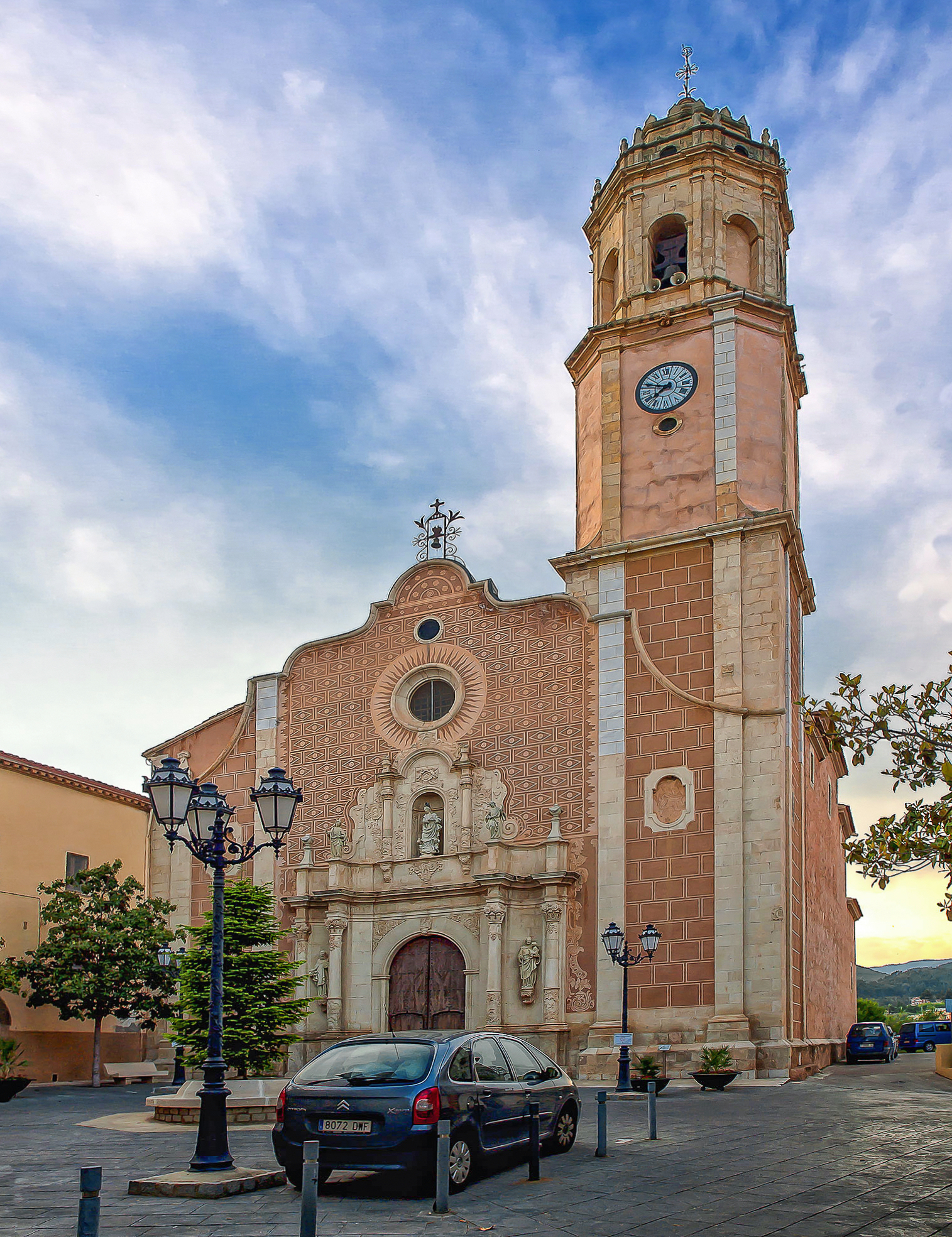
Kirche Mariä Himmelfahrt (Esglesia de Santa Maria Assumpta)
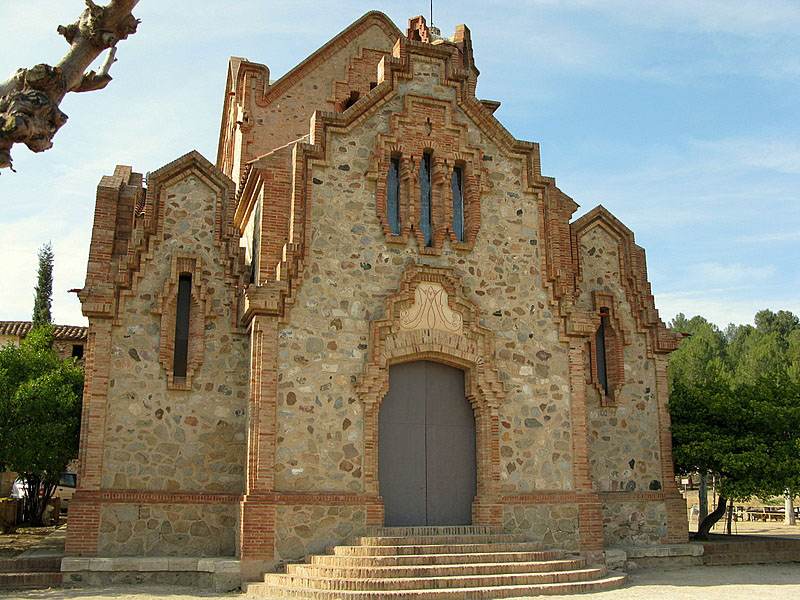
Marienkapelle

- Turmruine
- Kirche Mariä Himmelfahrt
- Marienkapelle